# Bernhard Winkler (Fußballspieler)
Bernhard Winkler (* 24. Juni 1966 in Würzburg) ist ein ehemaliger deutscher Fußballspieler und Trainer. In 190 Bundesliga-Partien für den 1. FC Kaiserslautern und den TSV 1860 München erzielte er insgesamt 68 Tore. Mit Kaiserslautern wurde er 1991 Deutscher Meister.

## Spielerlaufbahn

### Jugend- und Amateurspieler
Winkler begann das Fußballspielen beim SV Veitshöchheim, einem Würzburger Vorortverein. Als er 1985 beim SV Heidingsfeld in die erste Mannschaft aufrückte, traf er erstmals auf Werner Lorant, der beim damaligen Bayernligisten Spielertrainer war. Nach Zwischenstationen beim SV Türk Gücü München und beim FC Eibelstadt holte ihn Lorant 1989 zum Bayernligisten 1. FC Schweinfurt 05, der mit Winkler als Torschützenkönig in der folgenden Saison in die Zweite Liga aufstieg. Wie Lorant hatte er schon vor Saisonende seinen Abschied aus Schweinfurt angekündigt. Winkler entschied sich gegen ein Angebot des damaligen Bayernligisten TSV 1860 München, der den Schweinfurtern im Meisterschaftsendspurt unterlegen war, und unterschrieb einen Profivertrag beim Bundesligisten 1. FC Kaiserslautern.

### 1. FC Kaiserslautern
Dort gab Winkler am 9. März 1991 in der Partie gegen Borussia Dortmund sein Debüt im Profifußball. Er wurde in der 63. Minute eingewechselt und schoss acht Minuten später sein erstes Bundesligator. Bis zum Saisonende, als Lautern die deutsche Meisterschaft gewann, wurde er acht weitere Mal eingewechselt. Am letzten Spieltag stand er in Köln erstmals in der Startaufstellung und traf beim titelsichernden 6:2-Sieg der Pfälzer zum ersten Mal in einem Bundesligaspiel doppelt.
In der Saison 1991/92 spielte er bis zur Winterpause nur sechsmal in der Liga und zweimal im Europapokal der Landesmeister. Im Winter wurde er schließlich bis zum Saisonende an den Ligakonkurrenten SG Wattenscheid 09 ausgeliehen. Dort kam er zwölfmal zum Einsatz, ein Torerfolg blieb ihm allerdings verwehrt. In der Hinrunde der Spielzeit 1992/93 absolvierte er die letzten beiden seiner insgesamt 18 Lauterer Einsätze, dazu kam ein Spiel im UEFA-Pokal. Die erste Jahreshälfte 1993 spielte er beim Zweitligisten SC Fortuna Köln, für den er in sieben Partien ein Tor erzielte.

### 1860 München
Im Sommer 1993 nahm er ein Angebot der Münchner Löwen an. Dort traf er wieder auf Werner Lorant, der den TSV 1860 in der vorangegangenen Spielzeit zurück in die 2. Bundesliga geführt hatte. Gemeinsam mit Peter Pacult, der ebenfalls frisch nach München gekommen war, bildete er ein Sturmduo, das mit 34 Toren maßgeblich am erneuten Aufstieg und der damit verbundenen Rückkehr in die Bundesliga beteiligt war.
In der Bundesliga schoss Winkler bis 1999 in jeder Saison mindestens 10 Tore, die meisten gelangen ihm 1996/97, als er 17-mal traf. Lange führte er in diesem Jahr die Torjägerliste der Bundesliga an; aufgrund von Leistenproblemen konnte er in den letzten Spielen jedoch nicht mehr eingesetzt werden. Bis 1997 bildete er zusammen mit Olaf Bodden die Erstbesetzung des Löwensturms, ab 1997 stand Bernd Hobsch oftmals neben ihm auf dem Platz, ab 1998 auch Markus Schroth.
In der für den Verein erfolgreichen Spielzeit 1999/2000 gelangen Winkler nur noch drei Treffer. In der Hinrunde der nächsten Saison kam er mit einer Ausnahme im Dezember nur noch zu Kurzeinsätzen. In der Rückrunde absolvierte er sein einziges Spiel am letzten Spieltag. Nach drei weiteren Kurzeinsätzen im Herbst 2001 beendete er seine aktive Laufbahn. Seitdem läuft er regelmäßig für die Traditionsmannschaft des TSV 1860 auf, zeitweise hat er diese auch geleitet.
In den neun Jahren beim TSV 1860 absolvierte er 218 Pflichtspiele für die Sechzger, dabei kam er auf 94 Tore. Neben 160 Bundesligaspielen kam er 13-mal im DFB-Pokal zum Einsatz, wo er 11 Tore erzielte, und neunmal in europäischen Vereinswettbewerben, in denen er dreimal traf. Mit 64 Treffern in der Bundesliga steht er in der vereinsinternen Statistik auf Platz 2 hinter Rudi Brunnenmeier der 66 Tore in 119 Spielen erzielte.

## Trainer
Nach seiner aktiven Karriere war er von August bis Ende Oktober 2005 Trainer beim FC Ismaning. Im Juli 2009 kehrte er wieder zu den Münchner Löwen zurück, dort war er zunächst neben Abder Ramdane Assistent von Trainer Ewald Lienen. Sein Spezialgebiet ist „Life-Kinetik“. Vom 1. Juli 2010 bis zum 31. August 2011 war er Cheftrainer der U23 von 1860 München.